# Antonio Dovale
Antonio Rodríguez Dovale (ur. 4 kwietnia 1990 w A Coruña) – hiszpański piłkarz występujący na pozycji pomocnika w CD Leganés.